# 罗伊特 (莱茵兰-普法尔茨州)
罗伊特（德語：Reuth,發音：[ˈʁɔʏt] ⓘ）是德国莱茵兰-普法尔茨州艾费尔火山县的市镇，面积7.15平方千米，2023年12月31日人口为176人。